# Título de villa
El título de villa se trataba de un privilegio que el rey entregaba a los pobladores de una localidad, bien por méritos propios, por tener una gran población, o por haber pagado los mismos vecinos alguna cantidad de dinero.
Algunos de los privilegios que obtenían dichas localidades eran por ejemplo la potestad de aplicar justicia en su mismo territorio, y más autonomía con respecto a las localidades más poderosas de la comarca.
Las villas tienen rasgos característicos que las definían de los demás emplazamientos, como el rollo.
Hoy en día dichos títulos no tienen valor administrativo al igual que los títulos nobiliarios (duque, conde...). Pero sí tienen un importante carácter simbólico y es una referencia de cómo eran las localidades en un pasado; la propia capital de España, Madrid, sigue conservando su título de villa.